# Grumman AF Guardian
Grumman AF Guardian, američki protupodmornički zrakoplov namijenjen djelovanju s nosača zrakoplova. Sastojao se od dva zrakoplova (inačice) koji su djelovali u tandemu, AF-2W koji je nosio naoružanje i AF-2S koji je nosio sustave potrebne za otkrivanje podmornica. Iz operativne uporabe povučen je u kolovozu 1955. kada ga je zamijenio S-2 Tracker.

## Razvoj
Razvoj AF Guardiana seže u 1942. godinu kada je Mornarički biro aeronautike poslao upitu Grummanu po pitanju razvoja nasljednika uspješnog torpednog bombardera Avenger. Daljni pregovori nagnalni su Grumman da 1944. počne s razvojem zamjene pod oznakom XTB2F-1.
Izvorni koncept za XTB2F-1 tražio je višesjedni torpedni bombarder za djelovanje s nosača zrakoplova koji bi pokretala dva Pratt & Whitney (P&W) R-2800-22 Double Wasp motora. Mogao bi ponijeti 3.600 kg bombi ili torpeda na udaljenost od 5.950 km. Zbog razvojnih problema od projekta se odustalo u siječnju 1945. u korist konzervativnijeg dizajna XTSF-1 koji je izveden iz F7F Tigercata.
Osim navedenoga, Grumman je radio i na trećem dizajnu tvorničke oznake G-70. Nakon što je privukao pozornosti vodstva mornarice, odlučeno je da se odustane od XTSF-1 te se sredstva ulože u izradu tri prototipa G-70 mornaričke oznake XTB3F. Dva prototipa postat će XTB3F-1 dok će treći biti XTB3F-2. Planirana pogonska konfiguracija sastojala se od dva ranije spomenuta P&W te jednog turbo mlaznog motora u repu koji se trebao koristiti kao pomoć pri polijetanju i u borbenim situacijama.
Prvi let XTB3F-1 prototipa obavljen je 19. prosinca 1945. s Pat Gallom za kontrolama. Tom prilikom nije korišten turbomlazni motor zbog problema tijekom testiranja na tlu. Uskoro je odlučeno da ga se i u potpunosti ukloni iz dizajna

## Opis
AF Guardian je za svoje prilike bio poprilično glomazan, toliko da je smatran najvećim jednomotornim klipnim zrakoplovom koji je koristila američka mornarica. Inačica AF-2W, zadužena za otkrivanje podmornica, imala je četiri člana posade te je bila lako prepoznatljiva po kupoli s donje strane zrakoplova u kojoj se nalazio radar AN/APS-220.
AF-2S je bio napadački dio tandema s tri člana posade. Mogao je ponijeti 1800 kg naoružanja što uključuje konvencionalne bombe, dubinske bombe, navođena torpeda ili nevođene HVAR rakete ispod krila. Mogao se koristiti i za izbacivanja sonarnih plutača, s krila ili iz prostora za bombe. Ispod lijevog krila nalazila lampa za pretraživanje površine dok je ispod desnog montiran rada za ciljanje AN/APS-30

## Operativna uporaba
Po uvođenju u operativnu uporabu otkriveno je da Guardian ima relativno slab motor za polijetanje s nosača zrakoplova što je uz lošu upravljivost pri niskim brzinama dovelo do velikog broja nesreća. Iako je sudjelovao u borbenim ophodnjama u korejskim vodama od ožujka 1951 do svibnja 1953., nakon toga se nije još dugo zadržao u službi. Smatran privremenim rješenjem, zamijenio ga je dugovječniji i sposobniji S2F Tracker.
Posljednji Guardian je povučen iz aktivne službe 31. kolovoza 1955. U mornaričkim rezervnim eskadrilama su zadržani do 1957. Dio je završio i u civilnim rukama gdje su korišteni kao protupožarni zrakoplovi.

## Inačice
XTB3F-1
Prototip dvosjednog torpednog bobmardera.
XTB3F-1S
Dva modificirana XTB3F-1 prototipa bez turbomlaznog motora.
AF-2S
Serijska inačica prilagođena za otkrivanje podmornica.
AF-2W
Serijska inačica prilagođena za nošenje protupodmorničkog naouržanja.
AF-3S
AF-2S s dodatkom za detektiranje magnetskih anomalija.
Model G-90
Predložena kombinacija S i W inačica. Nikada nije realizirana.

## Tehničke karakteristike (AF-2S)
Izvori podataka: Vectorsite
Osnovne karakteristike
- posada: 3 (4 kod AF-2W)
- dužina: 13,2 m
- raspon krila: 18,5 m
- površina krila: 51 m2

Letne karakteristike
- najveća brzina: 507 km/h
- dolet: 2415 km
- najveća visina leta: 9.900 m